# بيلينو
بيلينو هيبلدية (كوميون) في مقاطعة كونيو في منطقة بيدمونت الإيطالية، وتقع على بعد حوالي 80 كيلومتر (50 ميل) جنوب غرب تورينو وحوالي 45 كيلومتر (28 ميل) شمال غرب كونيو، على الحدود مع فرنسا. تقع في وادي فاريتا العلوي.
تقع بيلينو على حدود البلديات التالية: أكسليو وكاستيلديلفينو وإلفا وبونتكیانالي وبرازو وسانت بول سور أوبايي (فرنسا). تقع قمة بيلفو ديلفا في المنطقة المشتركة.